# Ministerio de Ambiente de Uruguay
El Ministerio de Ambiente es la Secretaría de Estado del Poder Ejecutivo de Uruguay responsable de la formulación, ejecución, supervisión, evaluación y protección del medio ambiente y el desarrollo sostenible.

## Creación
En las pasadas elecciones nacionales, los candidatos a la presidencia de la república firmaron un compromiso con la organización Fridays for Future de crear un Ministerio de Ambiente. Finalmente, el 9 de julio de 2020, durante la presidencia de Luis Lacalle Pou, es creada dicha Secretaría de Estado, mediante el Artículo 293 de la Ley N° 19.889. 

## Estructura
El actual ministro de Ambiente, es desde el 1 de marzo de 2025, Edgardo Ortuño.
La estructura del Ministerio de Ambiente es:
- Dirección General de Secretaría

- Dirección Nacional de Aguas
- Dirección Nacional de Biodiversidad y Servicios Ecosistémicos
- Dirección Nacional de Cambio Climático
- Dirección Nacional de Calidad y Evaluación Ambiental

## Titulares
| Titulares históricos del Ministerio de Ambiente | Titulares históricos del Ministerio de Ambiente | Titulares históricos del Ministerio de Ambiente | Titulares históricos del Ministerio de Ambiente | Titulares históricos del Ministerio de Ambiente | Titulares históricos del Ministerio de Ambiente |
|                                                 | Ministro                                        | Mandato                                         | Mandato                                         | Partido político                                |                                                 |
| Nombramiento                                    | Ministro                                        | Cese                                            |                                                 | Partido político                                |                                                 |
| ----------------------------------------------- | ----------------------------------------------- | ----------------------------------------------- | ----------------------------------------------- | ----------------------------------------------- | ----------------------------------------------- |
|                                                 | Irene Moreira (Interina)                        | 9 de julio de 2020                              | 27 de agosto de 2020                            | Cabildo Abierto                                 | Luis Lacalle Pou                                |
|                                                 | Adrián Peña                                     | 27 de agosto de 2020                            | 30 de enero de 2023                             | Partido Colorado                                | Luis Lacalle Pou                                |
| Robert Bouvier                                  | 30 de enero de 2023                             | 1 de marzo de 2025                              |                                                 | Partido Colorado                                | Luis Lacalle Pou                                |
|                                                 | Edgardo Ortuño                                  | 1 de marzo de 2025                              |                                                 | Frente Amplio                                   | Yamandú Orsi                                    |